# Château de Vésenaz
La maison forte de Vésenaz, appelée château de Vésenaz, est un bâtiment situé sur le territoire de la commune genevoise de Collonge-Bellerive, en Suisse.

## Histoire
Le château est construit, sur l'emplacement occupé précédemment par plusieurs maisons, par Pierre Curt qui en fait sa demeure en 1448. Il passe ensuite entre plusieurs mains, parmi lesquelles la veuve du syndic de Genève Nantermet Festi vers 1473, le marchand François Favre, entre 1544 et 1551, ou encore Barthélémy-Robert Vaudenet dès 1697. 
Entre le XVIIIe siècle et la fin du XXe siècle lorsqu'il est classé comme monument historique, il devient successivement la propriété de plusieurs familles de Vésenaz.

## Description
Le château, qui est en fait une maison fortifiée flanquée d'une tour sur son côté nord. Cette tour, dans laquelle se trouve un escalier à vis, était à l'origine coiffée d'un toit pointu qui fut rasé lors de la réfection de 1892. Il est inscrit comme bien culturel d'importance régionale.

## Galerie

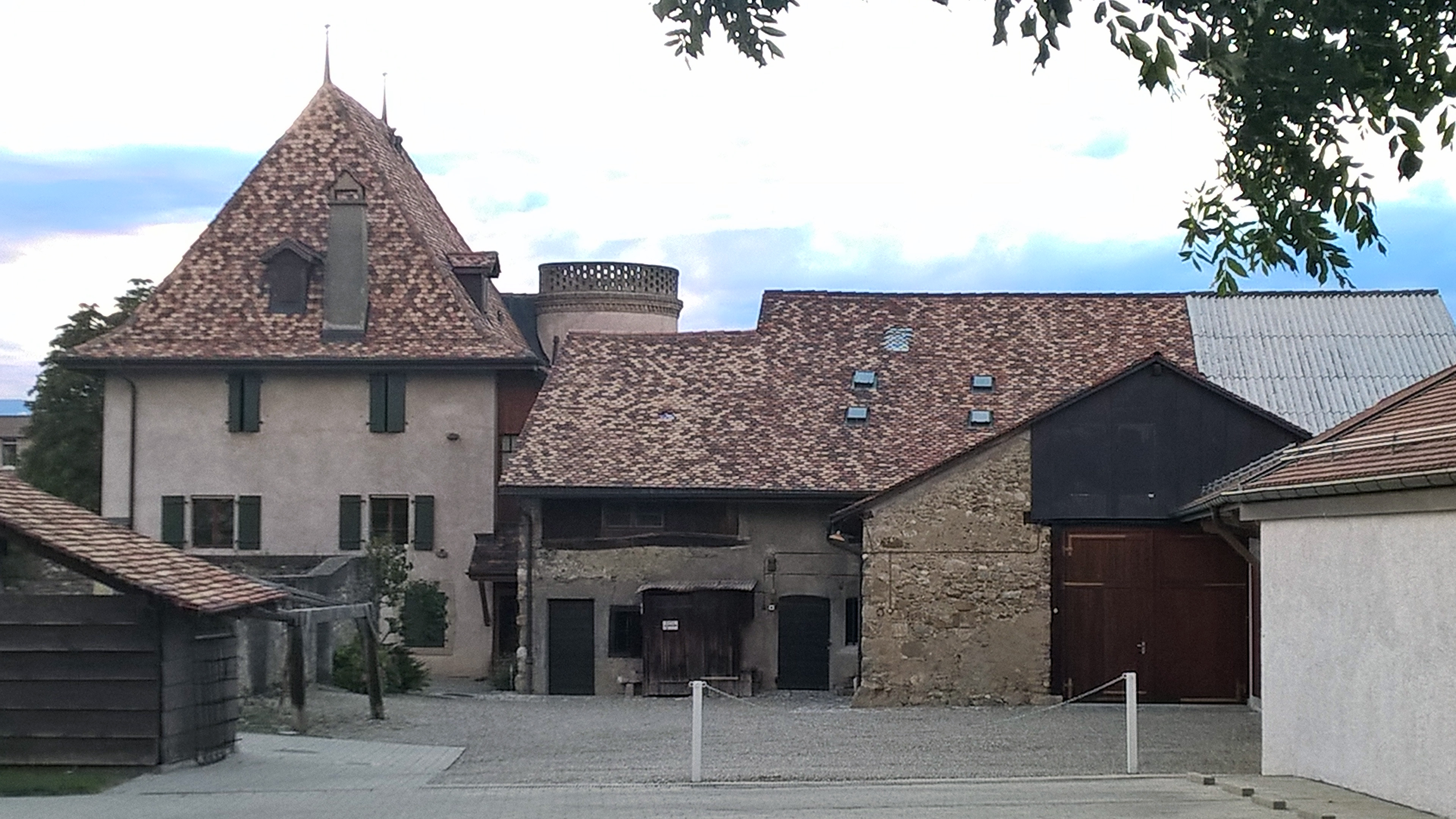
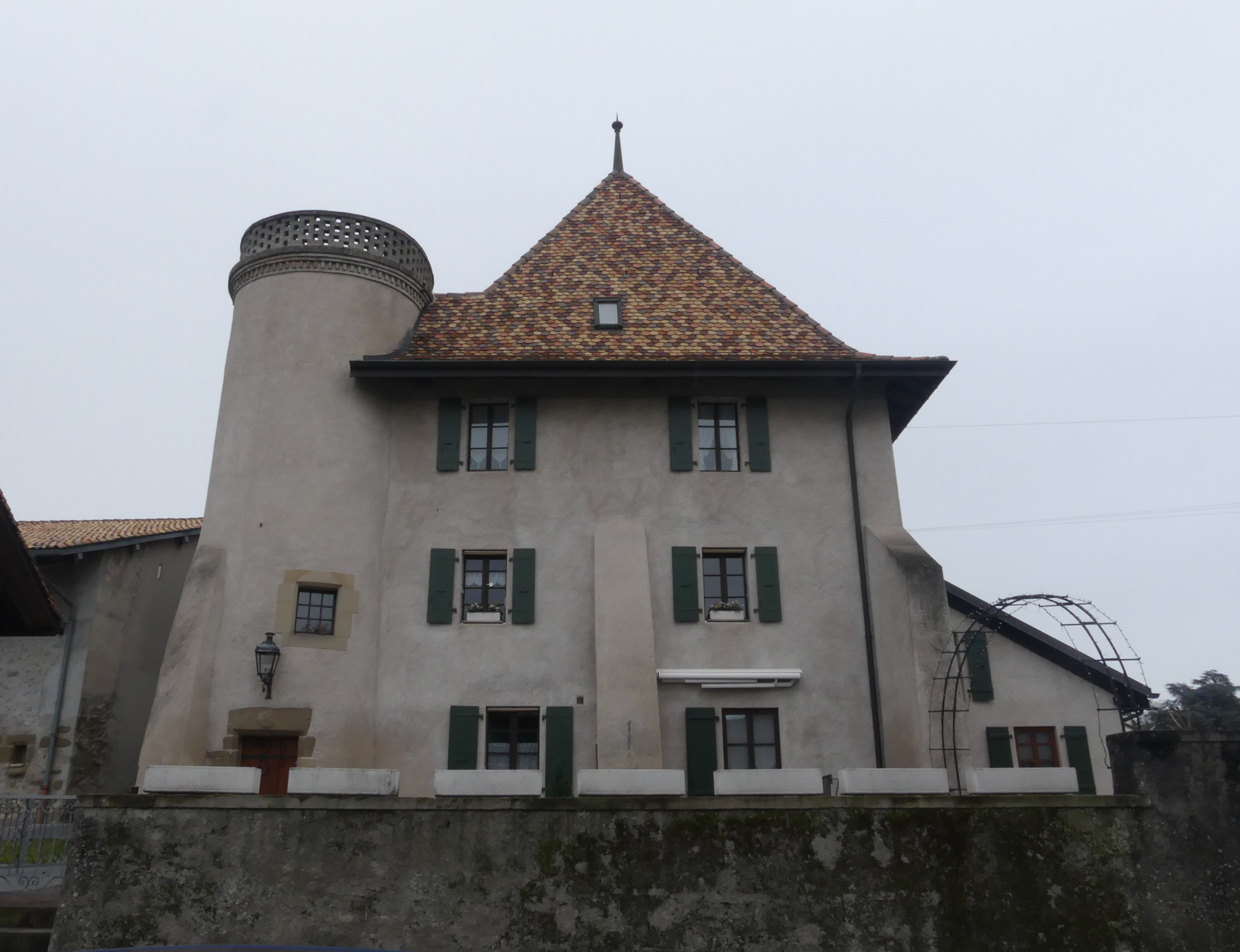
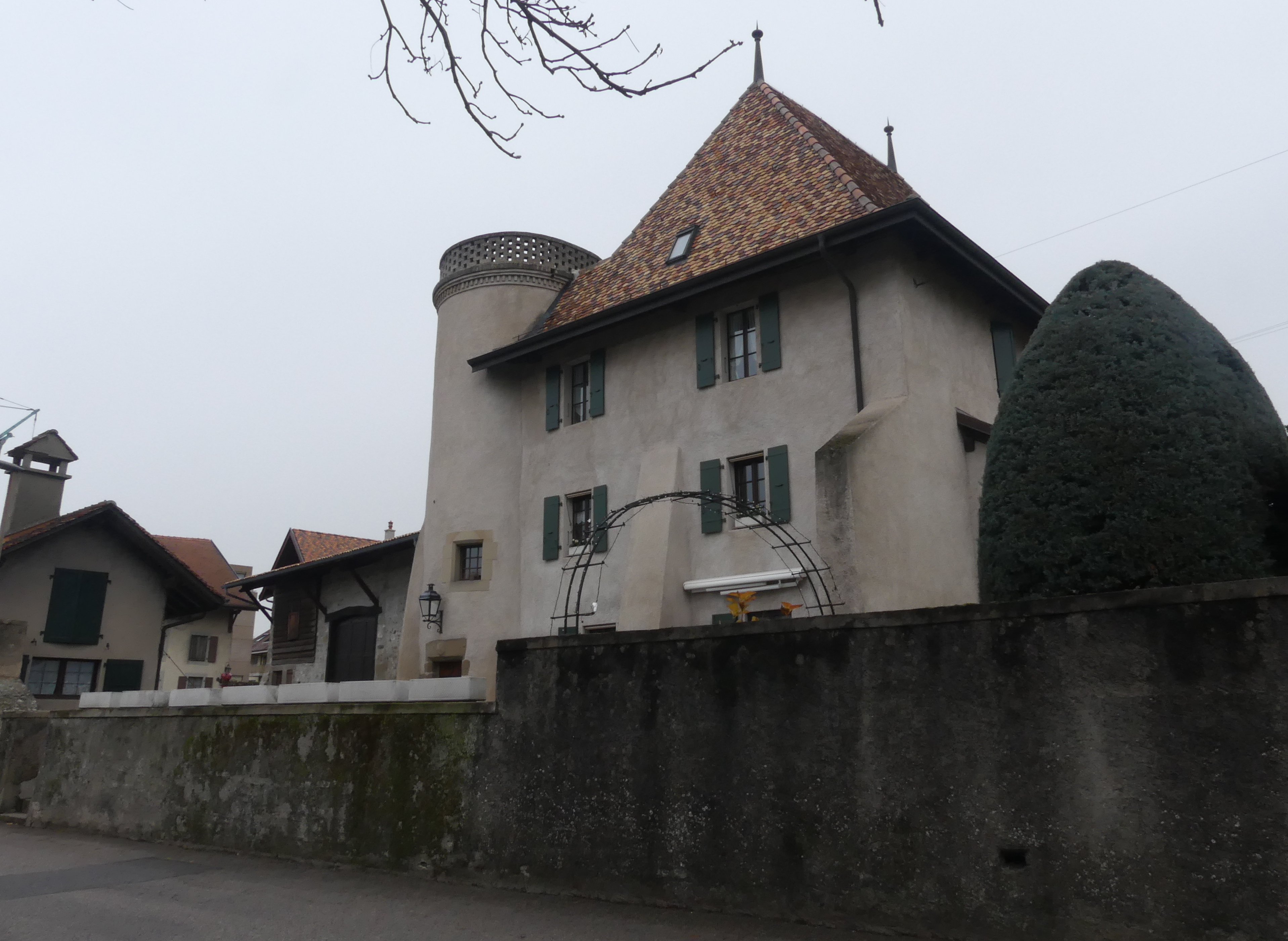
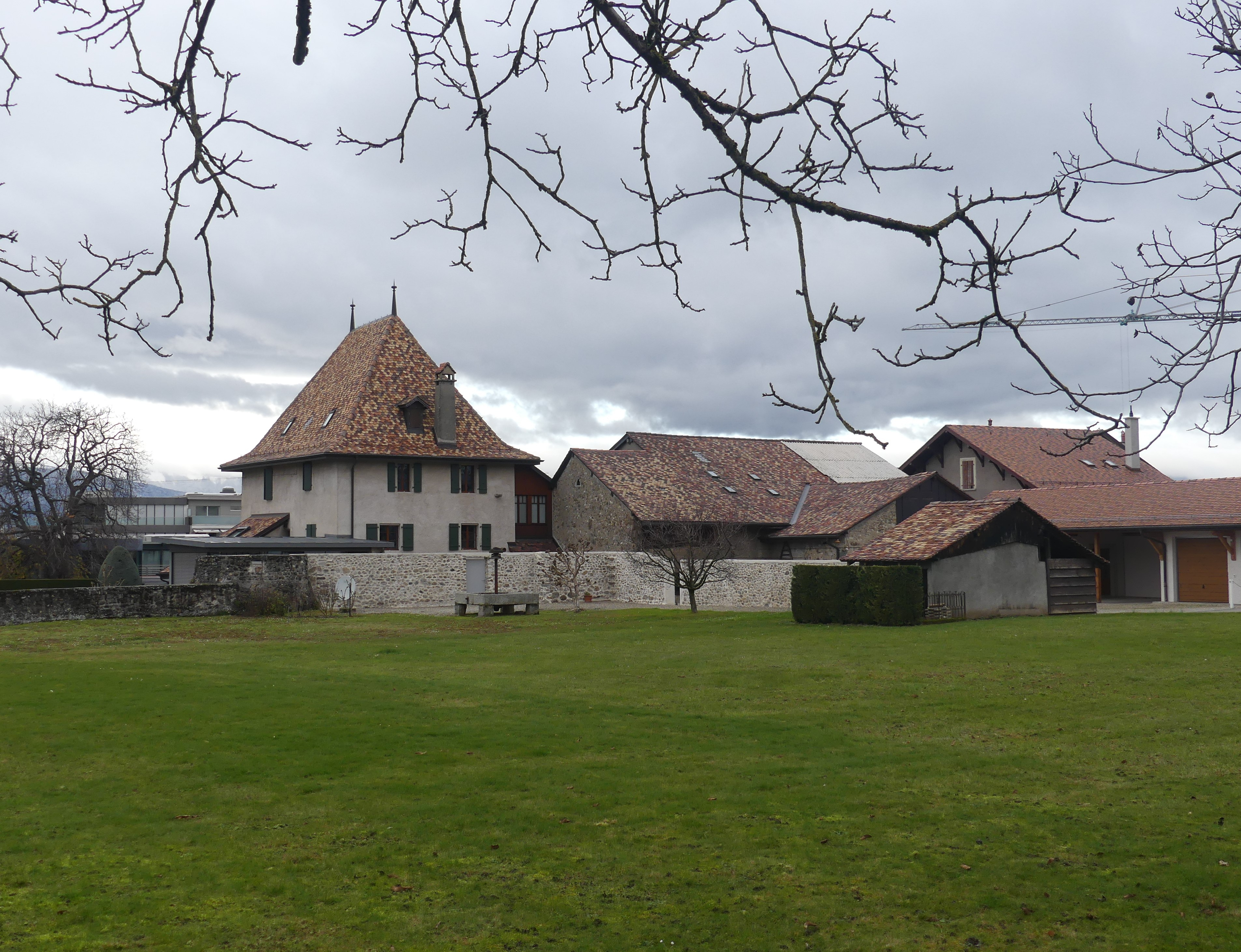